# FC Echallens
Der FC Echallens Région ist ein Fussballverein in der Schweiz aus der Gemeinde Echallens im Kanton Waadt. Momentan spielt die Mannschaft in der 1. Liga Classic, der vierthöchsten Liga der Schweiz.

## Geschichte

Logo des FC Echallens bis Juni 2013

Der Verein wurde am 1. Juli 1921 als FC Echallens, im gleichnamigen Bezirk des Kantons Waadt gegründet. Seine Heimspiele trägt die Mannschaft auf dem Sportplatz Trois Sapins aus, der eine Kapazität von rund 3000 Zuschauern besitzt. Die Sportstätte hat ausschliesslich Stehplätze. Zu den bekanntesten Exponenten aus der Geschichte dieses Vereines zählen der in Deutschland bekannte Trainer Lucien Favre und die beiden ehemaligen Nationalspieler Ludovic Magnin und Blaise Nkufo. Im Sommer 2013 benannte der Vereinsvorstand den Verein in FC Echallens Région um und führte ein neues Vereinslogo ein.